# Antoine-Noé de Polier de Bottens
Antoine-Noé de Polier de Bottens (* 17. Dezember 1713 in Lausanne; † 9. August 1783 ebenda) war ein Schweizer reformierter Theologe  und Enzyklopädist.

## Leben und Wirken
Ursprünglich stammten seine adeligen Vorfahren  Polier aus dem französischen Rouergue, das sie wegen der drohenden Verfolgung als Hugenotten, im 16. Jahrhundert, in Richtung Schweiz verließen. Er war der Sohn des Jean Jacques de Polier de Bottens (1670–1747), Bannerherrn von Lausanne sowie dessen Ehefrau Salomée Jeanne Elisabeth Quisard (ca. 1670–1735). Sein Onkel war der evangelische Theologe und Rektor der Academie de Lausanne Georges Polier de Bottens.
Er begann zunächst in Lausanne Theologie zu studieren und wechselte zu seinem Abschluss der theologischen Studien an die Universität Leiden, das er mit einem Doktorat 1739 beendete. In seine Heimat zurückgekommen, übernahm de Polier eine Pfarrgemeinde in der Stadt Lausanne. Ab 1743 war er dritter, ab 1754 zweiter, ab 1765 erster Pfarrer in Lausanne, Seigneur de Bottens, ministre du Saint-Évangile, 1er pasteur des Églises de Lausanne. 1759 wurde er Vorsteher des Séminaire protestant français de Lausanne, um dann 1766 als Dekan des Kapitels zu avancieren.
Durch einen ausgiebigen Briefwechsel mit Voltaire in der Zeit zwischen 1753 und 1759 wurde er durch diesen ermutigt seine Schriften bei der Buch- und Verlagsgesellschaft von Marc-Michel Bousquet (1696–1762) herauszugeben. 
Voltaire griff 1757 bei einigen Artikeln für die Encyclopédie so bei dem Lemma Fornication auf dessen Vorarbeiten zurück. Später beauftragte er ihn die Artikel selbst zu erstellen. De Polier schrieb mindestens neun, aber nicht autorisierte Artikel: Kijovn, Liturgie, Logomachie, Magicien, Magie, Malachbelus, Mânes, Maosim und Messie. Voltaire übernahm diese Artikel für sein Dictionnaire philosophique portatif (1764), veränderte Textstellen aber in umfangreicher Weise, wenn sie die Glaubensinhalte an einer wortgetreuen Auslegung der Heiligen Schrift in Frage stellten.
Am 13. April 1744 heiratete er Elisabeth Antoinette Susanne de Lagier-Pluvianes (1722–1769), beide hatten sie fünf Töchter, darunter die Schriftstellerin Isabelle de Montolieu (1751–1832), und vier Söhne, einer davon war der Waadtländer Politiker der Revolutionszeit Etienne Henri Georges Polier (1754–1821).

## Werke (Auswahl)
- La Sainte Ecriture de l'Ancien Testament. 6 Bde. (1764–1766)
- Dissertatio philologica qua disquiritur de puritate dialecti arabicae, comparate cum puritate dialecti hebraeae in relatione ad antediluvianam linguam, quam sub praesidio  D. Alberti Schultens. Lugduni in Batavis: apud J. Luzac, (1739)